# È nata una star? (racconto)
È nata una star? (titolo originale inglese Not a star) è un racconto del 2006 dello scrittore inglese Nick Hornby.
Nel 2012 in Italia ne è stato realizzato un adattamento cinematografico dallo stesso titolo, per la regia di Lucio Pellegrini e con Rocco Papaleo, Luciana Littizzetto e Pietro Castellitto.

## Trama
Mark è un ragazzo normale, persino troppo. Non brilla a scuola, ha una ragazza, non ha mai dato grattacapi. Anzi, a dirla tutta, anche ai suoi genitori non ha mai dato l'impressione di distinguersi particolarmente, in nessun campo. Fino al giorno in cui una vicina impicciona infila nella loro cassetta delle lettere il dvd di un film pornografico in cui il protagonista è proprio Mark. Ruolo meritato per una sua caratteristica decisamente peculiare: il ragazzo è estremamente dotato, e non per la recitazione. Come hanno fatto a non accorgersene mai, e ora, cosa fare? Toccherà alla madre Lynn affrontare questa sconcertante crisi familiare, che risolverà comunque grazie al semplice uso del buon senso: le cose vanno prese per il verso giusto.

## Edizioni
- Nick Hornby, È nata una star?, traduzione di Silvia Piraccini, Guanda, Settembre 2010 (seconda edizione),  p. 73, ISBN 978-88-6088-296-7.